# Juan Adolfo Singer
Juan Adolfo Singer (Montevideo, 23 de septiembre de 1935 - Montevideo, 29 de mayo de 2020) fue un político uruguayo perteneciente al Partido Colorado.

## Biografía
Nace en Montevideo, hijo de un inmigrante suizo y una rumana. De profesión industrial.
Desde la adolescencia milita en el Batllismo. En 1953 es electo convencional por el partido; en 1954 funda la agrupación "Acción Batllista". En las elecciones de 1958 es electo edil por Montevideo. En 1963-1964 realiza una suplencia como diputado por Montevideo, por la Lista 15, iniciando una carrera parlamentaria de más de cuatro décadas.
En las elecciones de 1966 acompaña la candidatura de Oscar Gestido, y es electo diputado titular por el Frente Colorado de Unidad para el periodo 1967-1972. En las elecciones de 1971 encabeza su propia lista al Senado, alineado con Jorge Pacheco Areco, y es electo senador; asume su banca en 1972, pero debe abandonarla en 1973 como consecuencia del golpe de Estado.
En las elecciones de 1984 acompaña la candidatura de Julio María Sanguinetti; otra vez con lista propia integra el sublema Vanguardia Batllista conjuntamente con Amílcar Vasconcellos, y es electo senador para el periodo 1985-1990.
En 1989 decide apoyar a Jorge Batlle Ibáñez, y es electo diputado para el periodo 1990-1995. Durante 1991 es presidente de la Cámara de Representantes. Nuevamente es electo diputado por la Lista 15 para el periodo 1995-2000.
En las elecciones de 1999 vuelve a acompañar a Jorge Batlle, y es electo senador por el quincismo para el periodo 2000-2005.
También ha sido Presidente del Parlamento Latinoamericano.
En 2009 Singer adhiere al movimiento Vamos Uruguay. En las elecciones internas de 2009 logró el segundo lugar en votación en el departamento de Montevideo.